# Radeweise

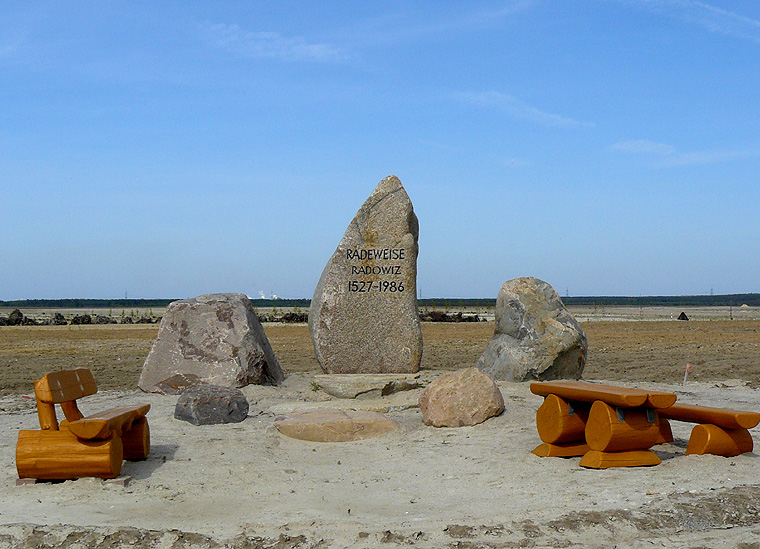
Gedenkstein an der ehemaligen Ortslage

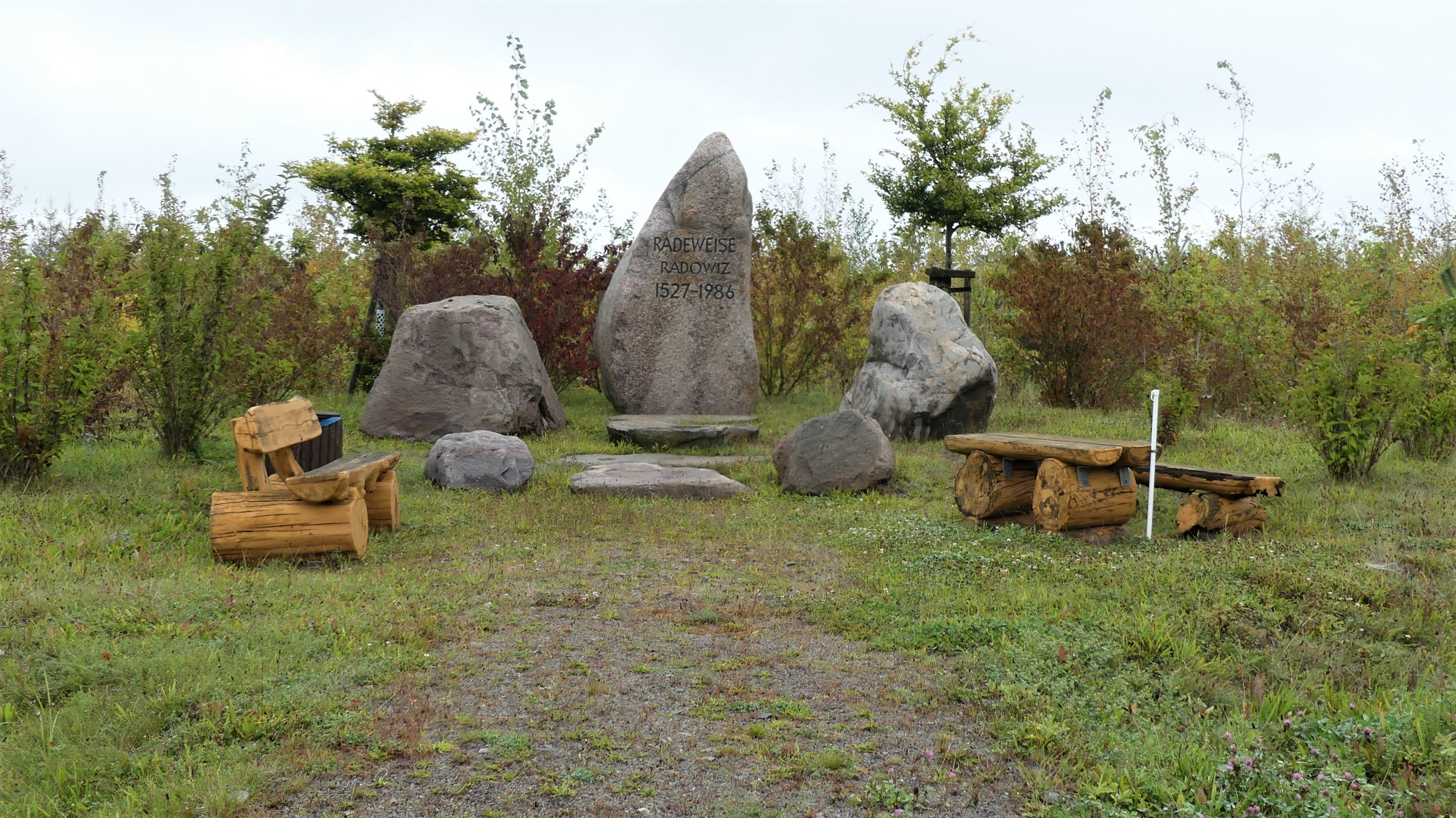
Gedenkort im Jahr 2017

Radeweise, niedersorbisch Radowis oder Radojz (zusammengesetzt aus den sorbischen Worten rado vis – gern gesehen oder angenehme Aussicht), war ein Ort etwa 8 km nordwestlich von Spremberg.

## Geschichte
Radeweise war ein Haufendorf. Die erste urkundliche Erwähnung geht auf das Jahr 1527 zurück. Die Schreibweise des Ortsnamens änderte sich im Laufe der Jahre von Radeweiß (1618), Radowis (1761) über Radowiz (1843) hin zum heutigen Radeweise. Radeweise, in einer Senke liegend, war landschaftlich geprägt von Sümpfen und feuchten Wiesen. Der ursprünglich vorhandene Mischwald wurde im Laufe der Jahre durch die hier typische Kiefer verdrängt. Den damaligen nahen Bachlauf an der Straße nach Wolkenberg, dem Hühnerwässerchen (im sorbischen Sprachgebrauch auch Schuga oder Tschuga genannt), haben sieben Quellen gespeist. Nach einer statistischen Erhebung durch Arnošt Muka waren im Jahr 1880 97 % der Einwohner Sorben.
1934 gründete sich die Freiwillige Feuerwehr Radeweise. Im Frühjahr 1945 hatte der Ort durch die vorrückende Front unter erheblichen Kriegsschäden zu leiden und galt nach dem Ende der Kampfhandlungen als die am schwersten zerstörte Gemeinde im damaligen Kreis Spremberg. Über 50 % des Gebäudebestands im Ort waren nach der Eroberung durch die 1. Ukrainische Front in den Morgenstunden des 19. April 1945 zerstört.
Am 6. Februar 1950 gründete sich die Dorfgenossenschaft Stradow-Radeweise, wodurch die neue genossenschaftliche Umgestaltung und Nutzung der Landwirtschaft vorangetrieben wurde.
Am 1. Januar 1967 schloss sich die Gemeinde Radeweise mit der Nachbargemeinde Straußdorf zur Gemeinde Radeweise-Straußdorf zusammen. 1971 wurde es auf Grund der Grundwasserabsenkung durch den nahenden Tagebau notwendig, die Gemeinde Radeweise an die öffentlich Trinkwasserversorgung anzuschließen.
Am 31. Dezember 1985 wurde Radeweise-Straußdorf in die Stadt Spremberg eingemeindet. Im Januar 1986 siedelten die letzten Bewohner von Radeweise in die nahe Kreisstadt Spremberg um. Dort war in Plattenbauten neuer Wohnraum geschaffen worden. Radeweise wurde in den folgenden Monaten komplett abgerissen und ist dann dem vorrückenden Tagebau Welzow-Süd zum Opfer gefallen. Heute ist die ehemalige Ortslage Radeweise wieder rekultiviert und mehrere große Feldsteine in der ehemaligen Ortsmitte erinnern an dessen Schicksal.

## Wirtschaft
In Radeweise wurde im Gegensatz zu vielen anderen kleinen Dörfern in der Niederlausitz nicht nur Landwirtschaft betrieben, sondern auch im bescheidenen Maße anderem Handwerk nachgegangen. So hatte Radeweise drei Mühlen, eine Ziegelei, eine Spinnerei und eine Brauerei.
Am 22. März 1954 gründete sich eine LPG des Typs I mit dem Namen IV. Parteitag, welche aber bereits am 31. Dezember 1956 mangels Mitglieder wieder aufgelöst wurde. 1955 errichtete man im ehemaligen Gutshof eine MTS für die Dörfer Radeweise, Stradow und Straußdorf. Am 16. Mai 1956 gründete sich eine Meliorationsgenossenschaft, die am 1. März 1963 in die am 17. März 1960 neu gegründete LPG Glückauf überführt wurde. Am 18. März 1964 erfolgte die Gründung der ZMO Einheit. 1969 gründete man eine ZEW. Am 1. April 1970 folgte der Zusammenschluss von 6 LPG zur LPG des Typs III Einheit Radeweise, die dann bis 1975 schrittweise der ZEW beitrat.

### Braukruggut
Neben dem Gutshof hatte Radeweise auch ein Braukruggut (Erbgut), welches umfangreiche Ländereien, Gebäude und das Recht zum Brauen besaß. Von 1695 bis 1858 war das Braukruggut im Besitz der Familie Krüger. Der Beginn des Braurechts diese Braukruggutes geht etwa auf die Mitte des 16. Jahrhunderts zurück. Letzte Besitzer waren von 1976 bis 1986 die Mitglieder der Familie Schulze.
Das Brauen wurde letztmals zu Beginn des 20. Jahrhunderts ausgeübt, denn das Braugebäude wurde vom damaligen Besitzer, August Nakoinz, 1910 abgerissen.

## Schulentwicklung
Radweise hatte so wie auch die Nachbargemeinde Straußdorf bis zum Ende des Zweiten Weltkriegs keine eigene Schule. Schulfähige Kinder aus Radeweise wurden in Stradow, Kinder aus Straußdorf bis 1945 in Rehnsdorf, danach in Klein Buckow eingeschult.
Die Geschichte der Schule in Stradow lässt sich bis in das Jahr 1818 zurückverfolgen. 1885 gingen 37 Kinder aus Radeweise unter oftmals schwierigsten Bedingungen in die 2 km entfernte Schule nach Stradow.
Am 1. Oktober 1959 richtete man deshalb in den Räumlichkeiten des alten Gutshauses eine Polytechnische Oberschule ein. Es entstand der neue Schulbezirk mit dem Schulkombinat Radeweise, dem folgende Orte angehörten: Groß Buckow, Klein Buckow, Straußdorf, Stradow, Wolkenberg und Radeweise.
Ab dem 15. November 1971 wurde die Schulspeisung eingeführt.
Im Januar 1983 wurde das Schulkombinat Radeweise aufgelöst. Mit der Errichtung eines Schulneubaus im nahen Spremberg, in dem auch die Kinder der inzwischen devastierten Ortschaften Groß Buckow und Stradow eingeschult wurden, hatte es seine Bedeutung verloren.

## Besitzverhältnisse
Zum Rittergut Radeweise gehörte bis 1936 auch der Nachbarort Papproth (sorbisch Paprotna, zu deutsch Farnkraut). Der Besitz setzte sich aus dem Land der Gemarkung Radeweise und den Ländereien um Papproth zusammen. Nach 1936 ging Papproth zur Nachbargemeinde Jehserigk über.
Anfang des 16. Jahrhunderts, zur Zeit der Reformation, gehörte das Gut Radeweise denen von Lawald (auch Lawalt oder Lawaldt). Die letzten Gutsbesitzer der Lawaltlinie waren bis etwa 1640 Hans und Siegfried von Lawalt, danach übernahm Konrad von Löben das Gut. Bereits 1666 wurde das Gut abermals verkauft, diesmal an Kaspar Leupold, der es wiederum noch im selben Jahr an Alexander Siegfried von Murche verkaufte. 1668 wurde Martin Friedrich Meurer Besitzer des Guts Radeweise, in dessen Familie das Gut nun über 200 Jahre bleiben sollte.
Im Jahr 1922 übernahm die Familie Ilsemann das Gut, die es bereits 1933 an die Familie Trautmann verkaufte, die bis 1945 dessen Besitzerin blieb. Am 19. April 1945, dem Ende der Kampfhandlungen um Radeweise, flüchtete der letzte Gutsbesitzer mit seinen Gutsleuten und weiteren Familien des Dorfes in Richtung Westen. Nach Ende des Zweiten Weltkriegs wurde auch die letzten Gutsherren von Radeweise enteignet. Sämtliche Flächen und Gebäude wurden an Neu- und Umsiedler vergeben.

## Einwohnerentwicklung
| Datum | Einwohner |
| ----- | --------- |
| 1833  | 118       |
| 1837  | 124       |
| 1867  | 154       |
| 1890  | 140       |
| 1895  | 123       |

| Datum | Einwohner |
| ----- | --------- |
| 1900  | 141       |
| 1910  | 138       |
| 1925  | 161       |
| 1933  | 118       |
| 1936  | 118       |

| Datum | Einwohner |
| ----- | --------- |
| 1939  | 122       |
| 1950  | 151       |
| 1956  | 149       |
| 1961  | 127       |
| 1985  | ca. 80    |